# پارک ملی لاهما
پارک ملی لاهما (به لاتین: Lahemaa National Park) یک منطقه حفاظت‌شده در ۷۰ کیلومتری شرق تالین پایتخت استونی است.
این اولین منطقه ای بود که به عنوان پارک ملی اتحاد جماهیر شوروی سابق تعیین شد و بزرگ‌ترین پارک در استونی و یکی از بزرگ‌ترین پارک‌های ملی اروپا است. منشور آن خواستار حفظ، تحقیق و ترویج مناظر، اکوسیستم‌ها، تنوع زیستی و میراث ملی شمال استونی است.

## تاریخچه
پارک ملی لاهما که در سال ۱۹۷۱ تأسیس شد، یکی از جاذبه‌های اصلی توریستی در استونی است. چندین شرکت بسته‌های تور روزانه از تالین را ارائه می‌دهند، در حالی که بسیاری از مردم خودشان به این پارک سفر می‌کنند.
این منطقه از نظر گیاهان و جانوران غنی است و بیش از ۷۰ درصد آن را جنگلها پوشش می‌دهند، این چشم‌انداز دارای باتلاق‌های بسیاری از جمله منطقه حفاظت شده لاوکاسو با قدمت ۷۰۰۰ سال است. پارک لاهما توسط چندین مسیر مشخص شده و مملو از حیات وحش است، از جمله جمعیتی از گراز، گوزن قرمز، گرگ، خرس و سیاه گوش. ساحل پوشیده از صخره‌ها و تخته سنگ‌ها است که هر ساله توسط جرثقیل‌ها به عنوان توقفگاه استفاده می‌شود.

## نگارخانه

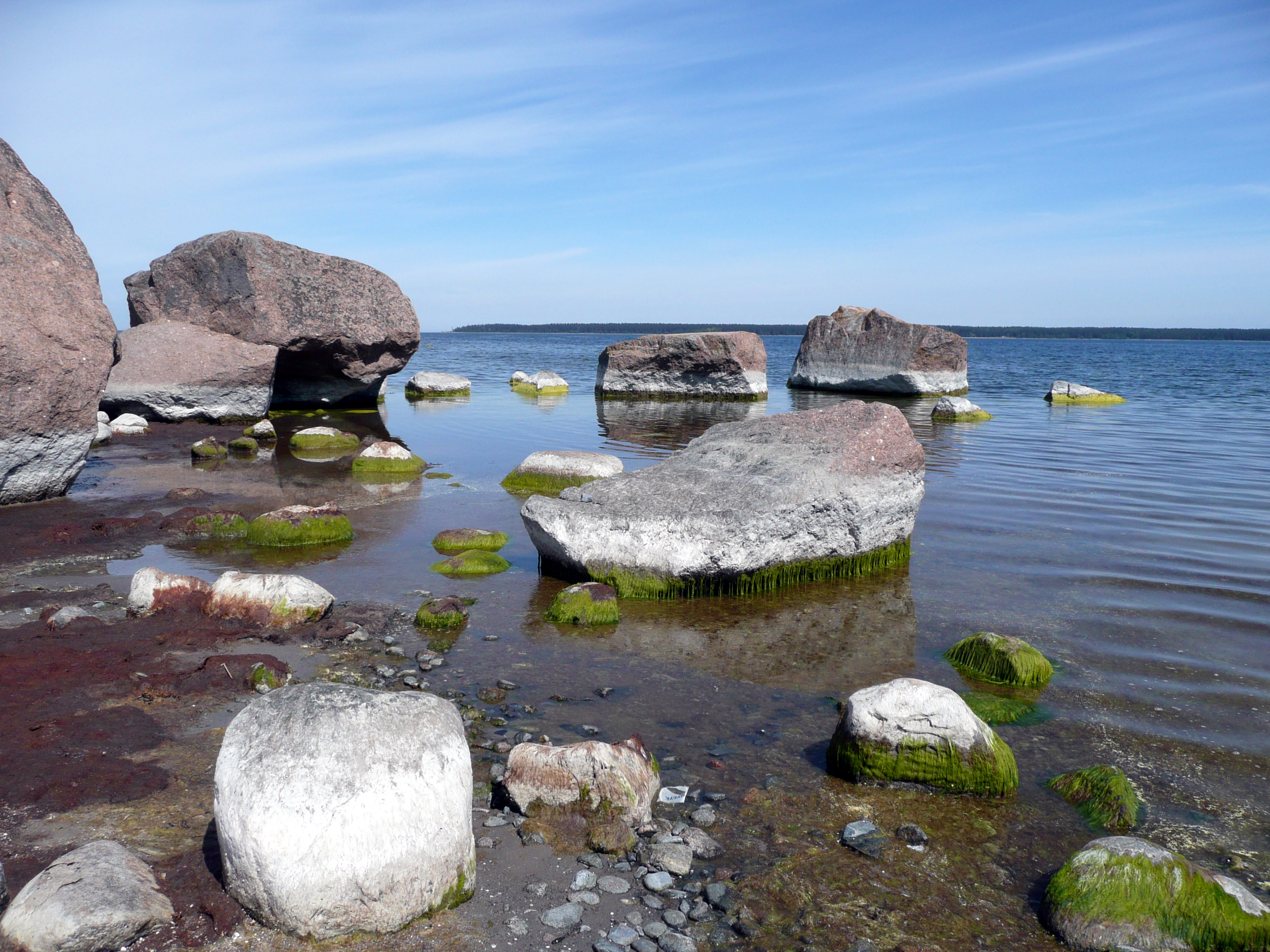
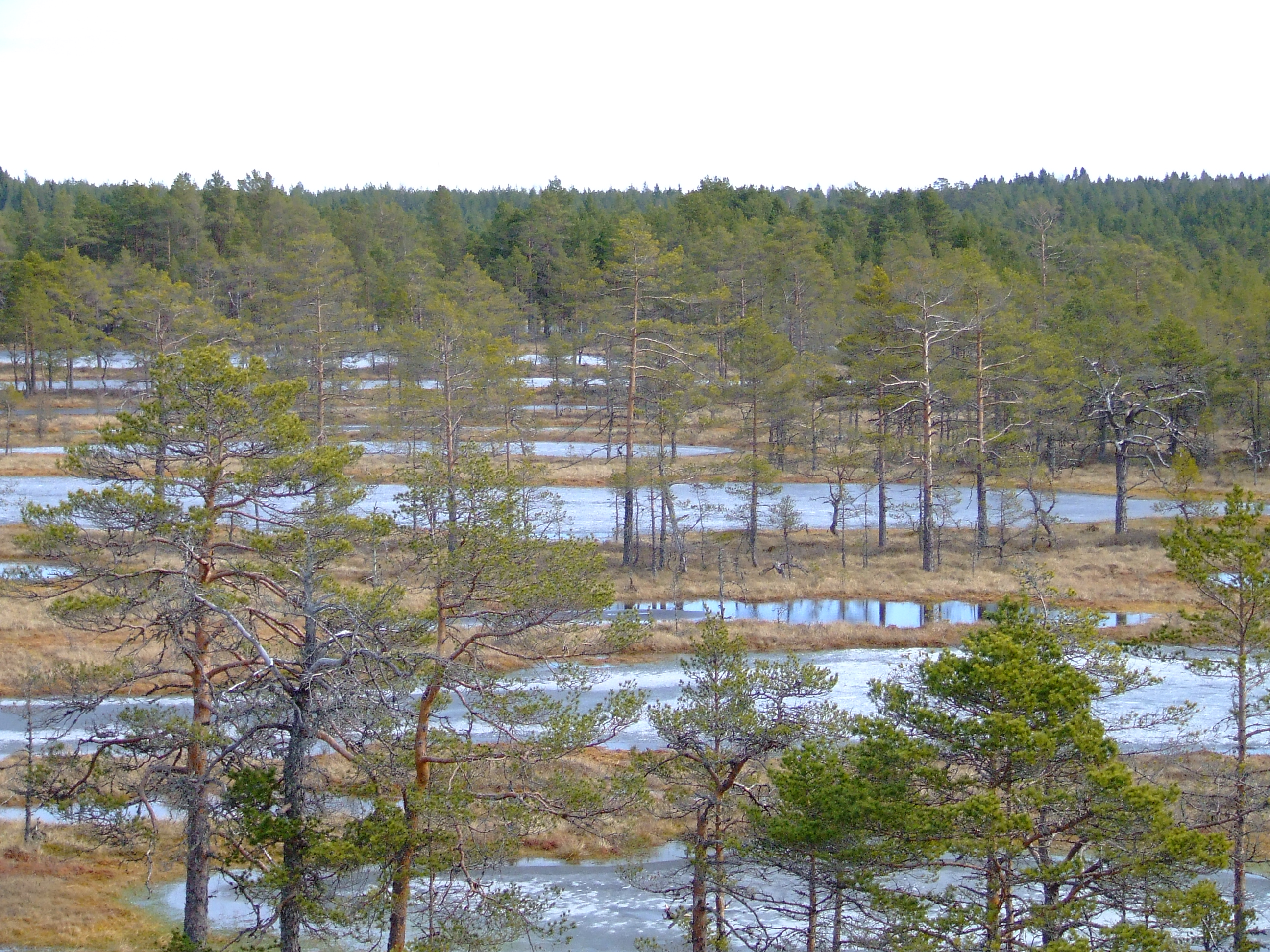
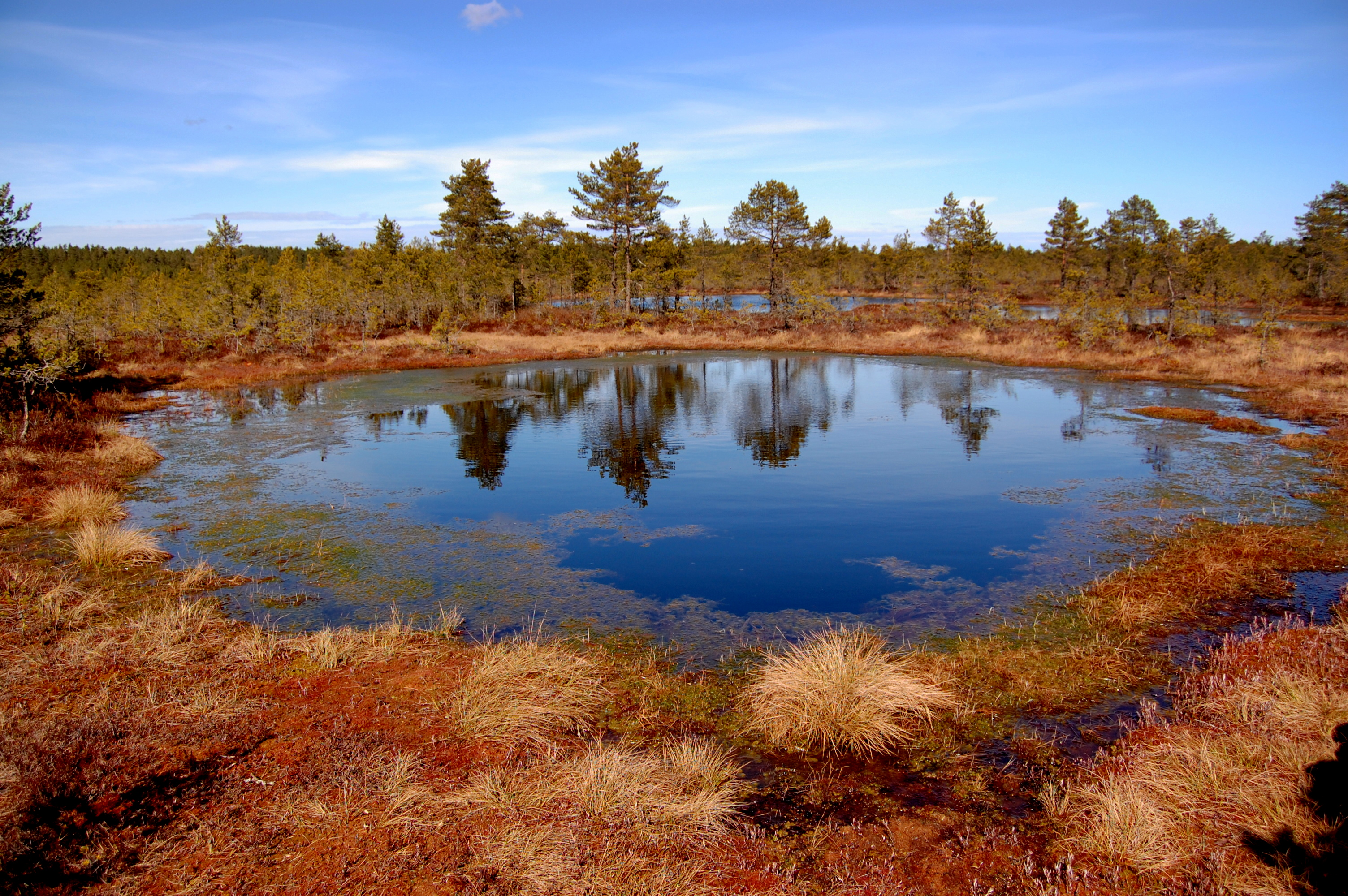
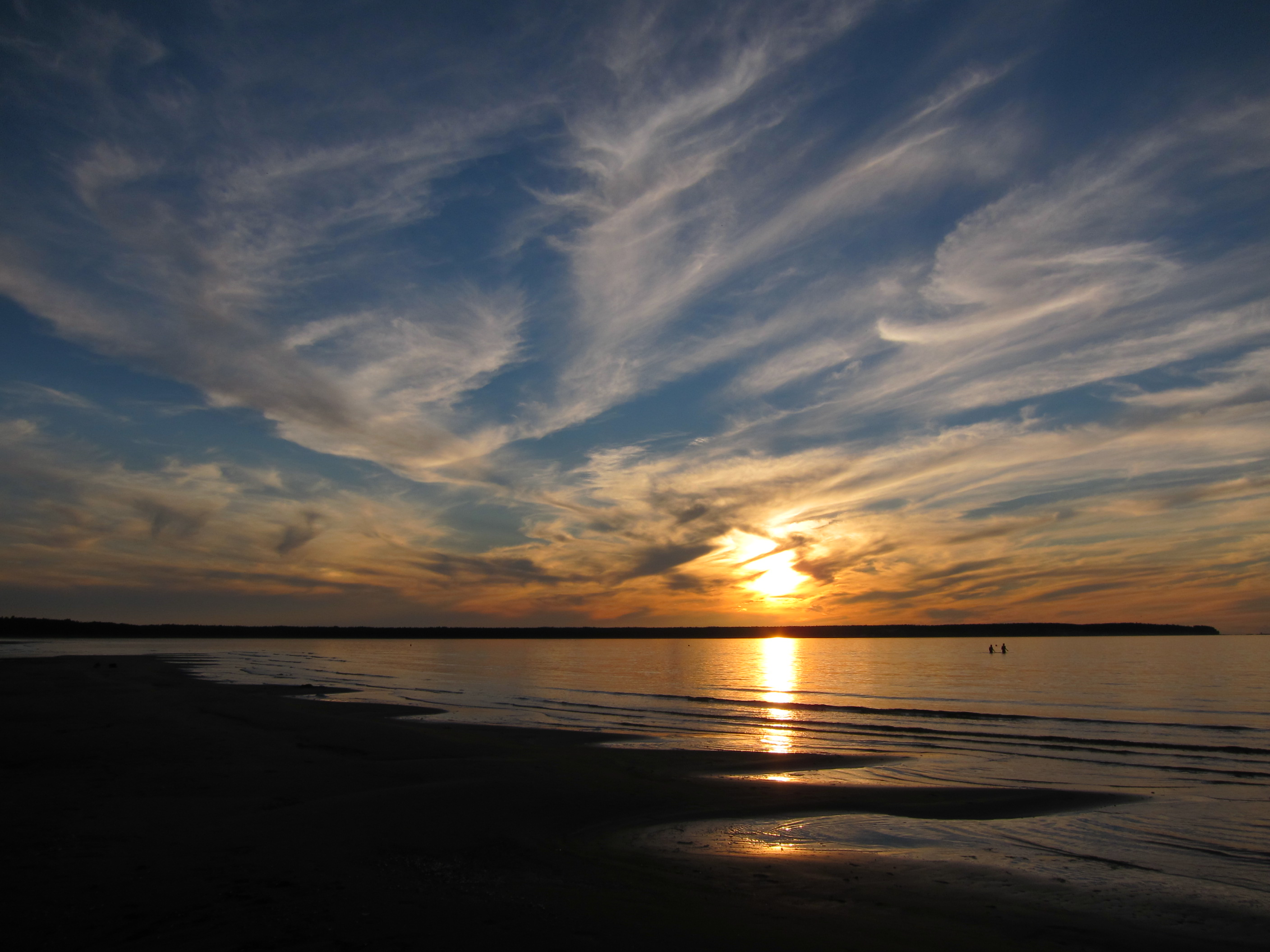
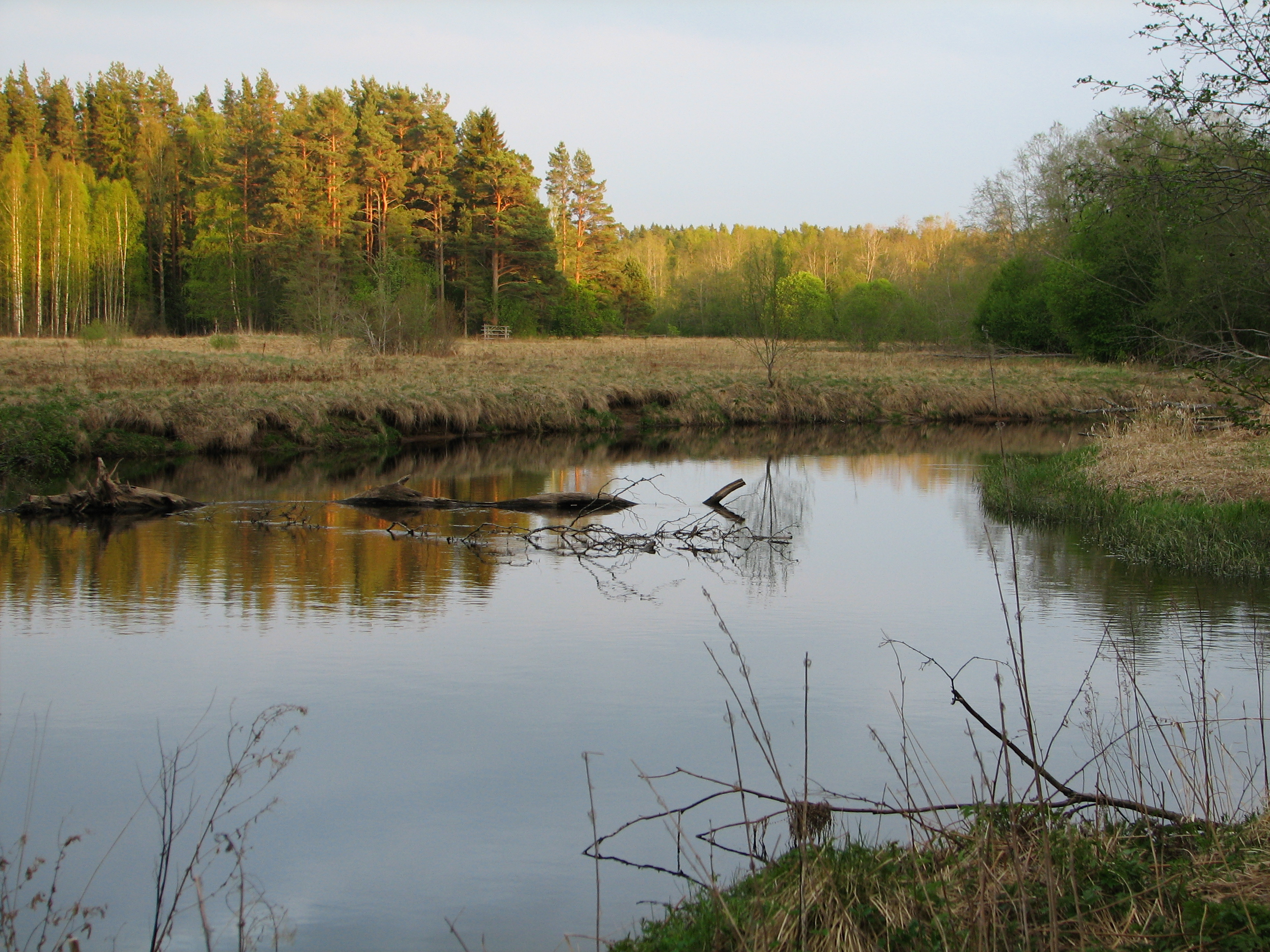
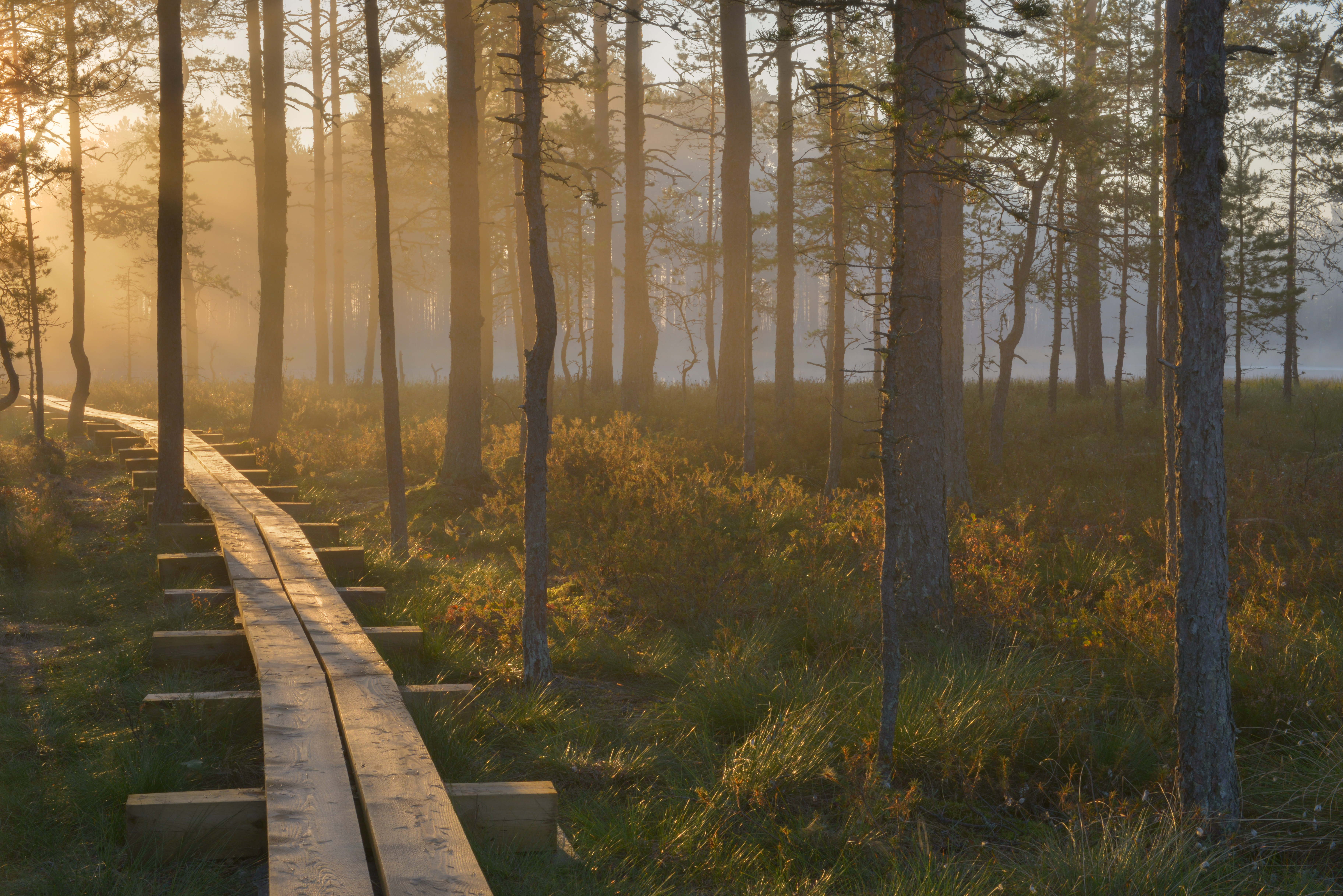
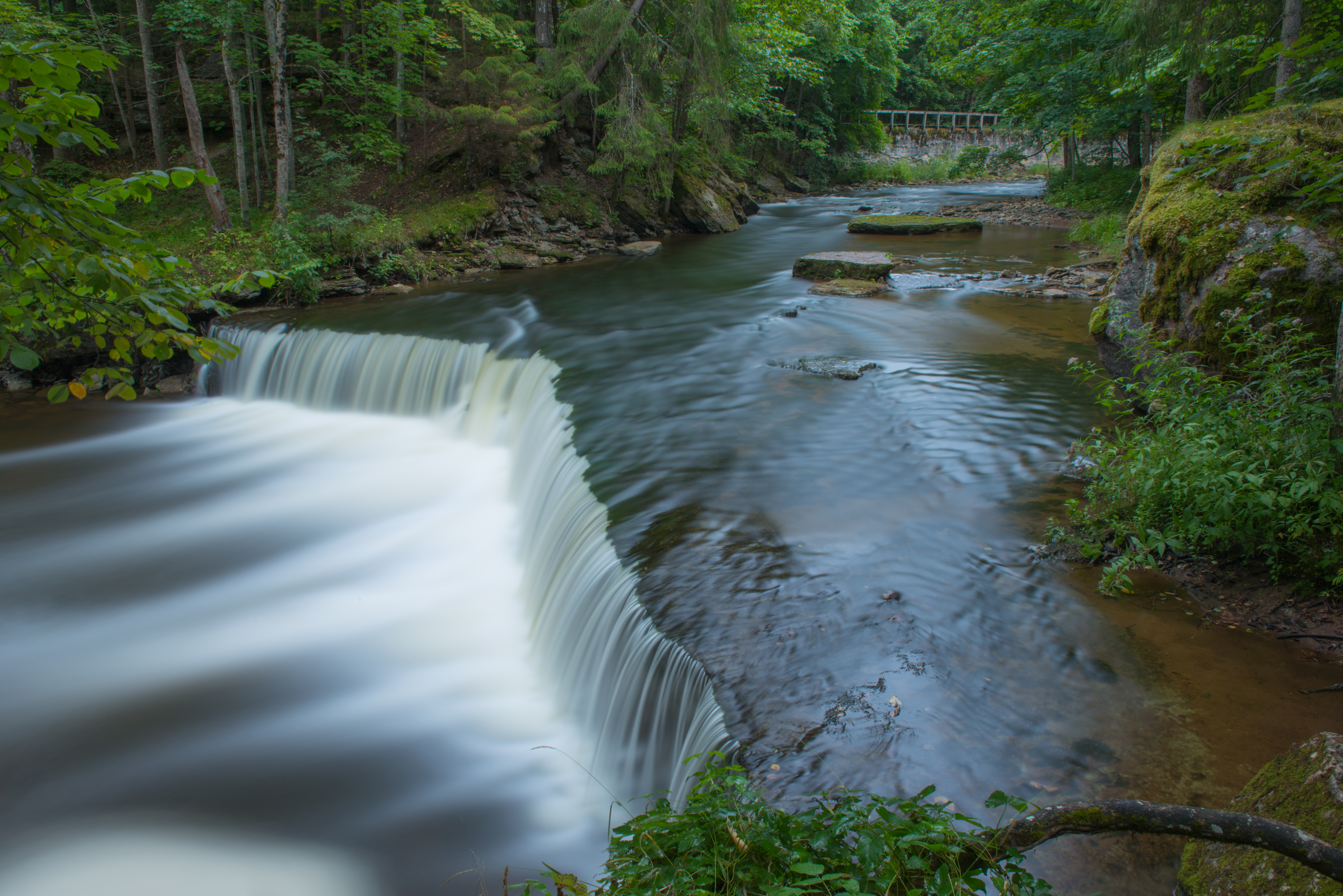
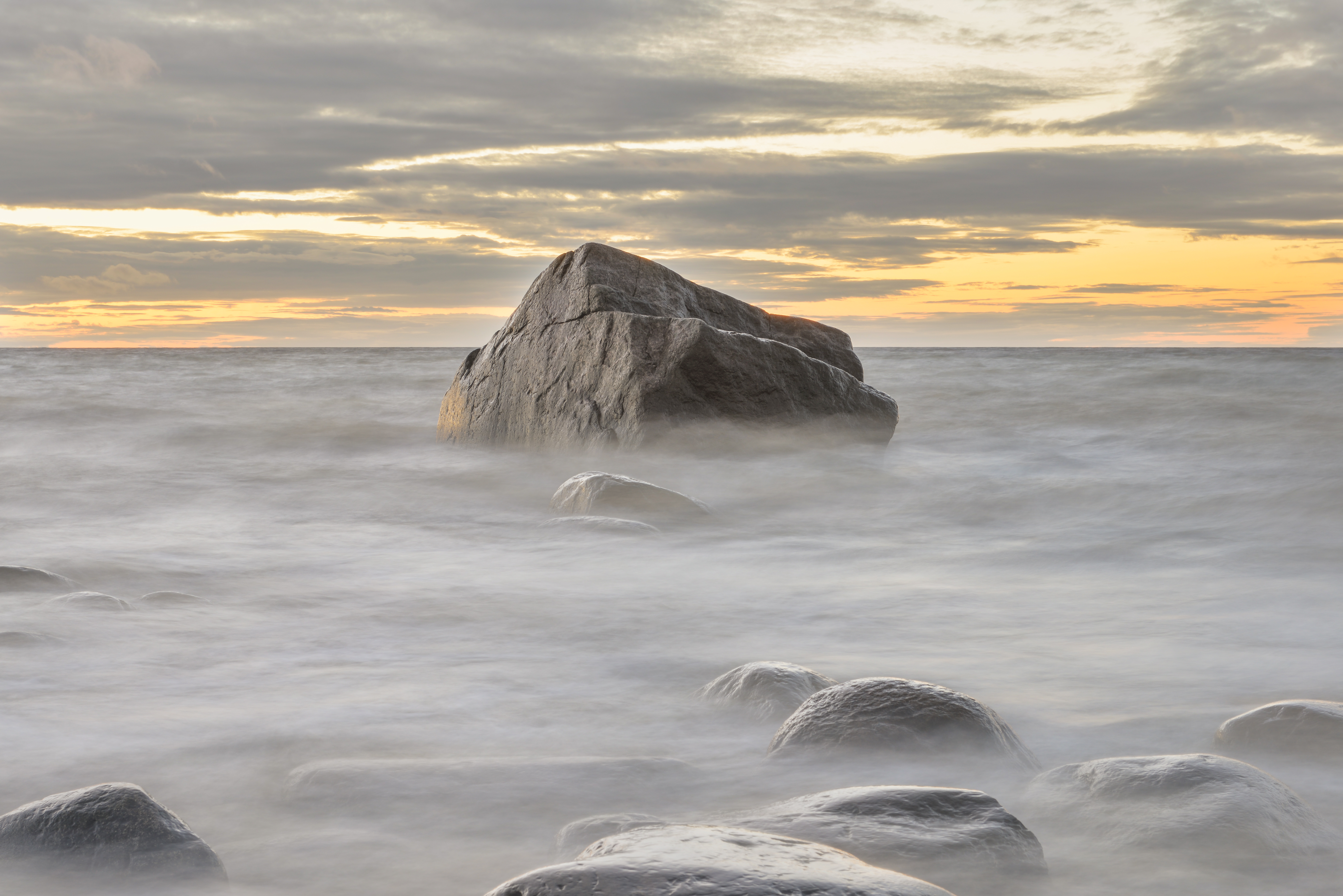
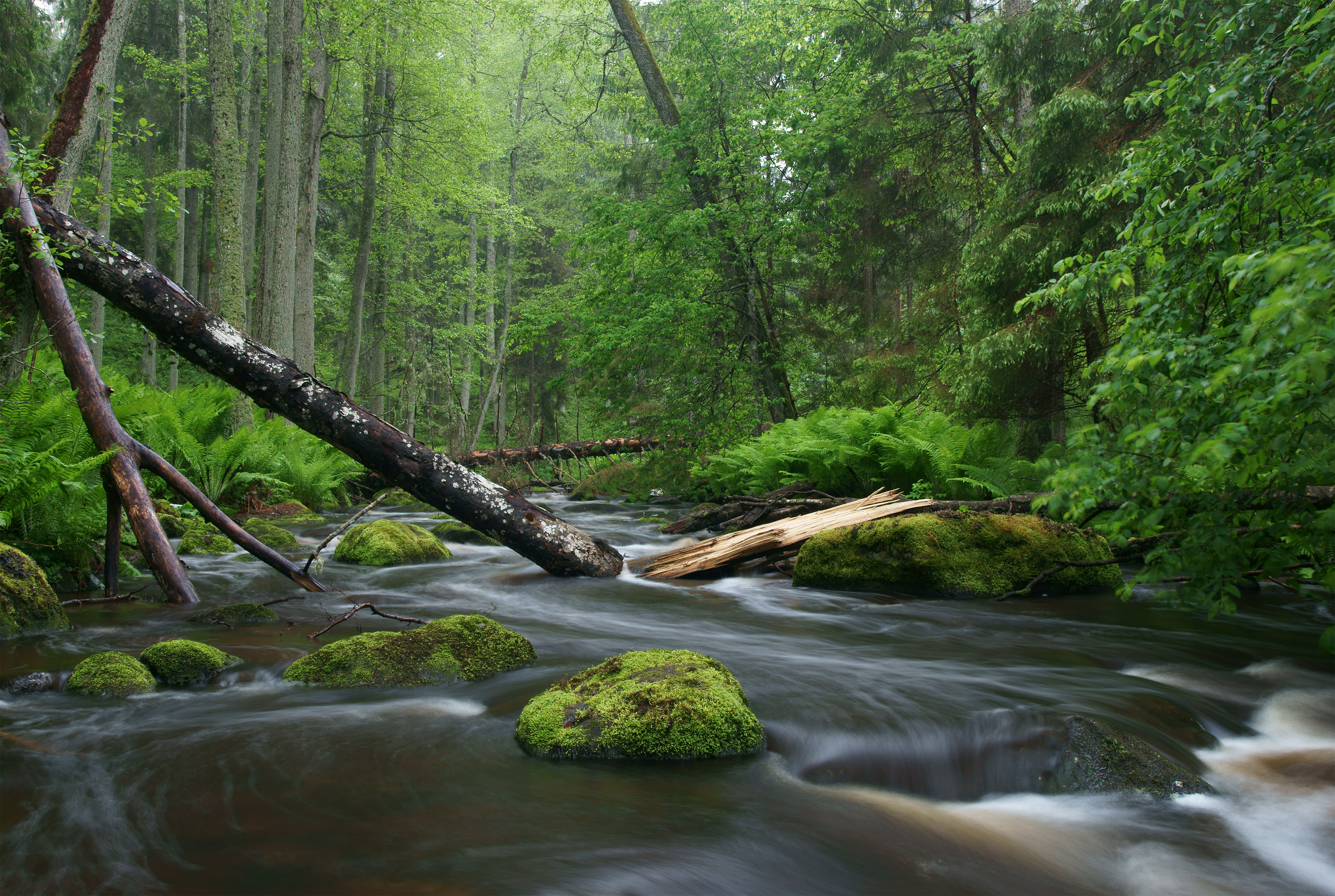
رودخانه آلتجا در پارک ملی لاهما، استونی
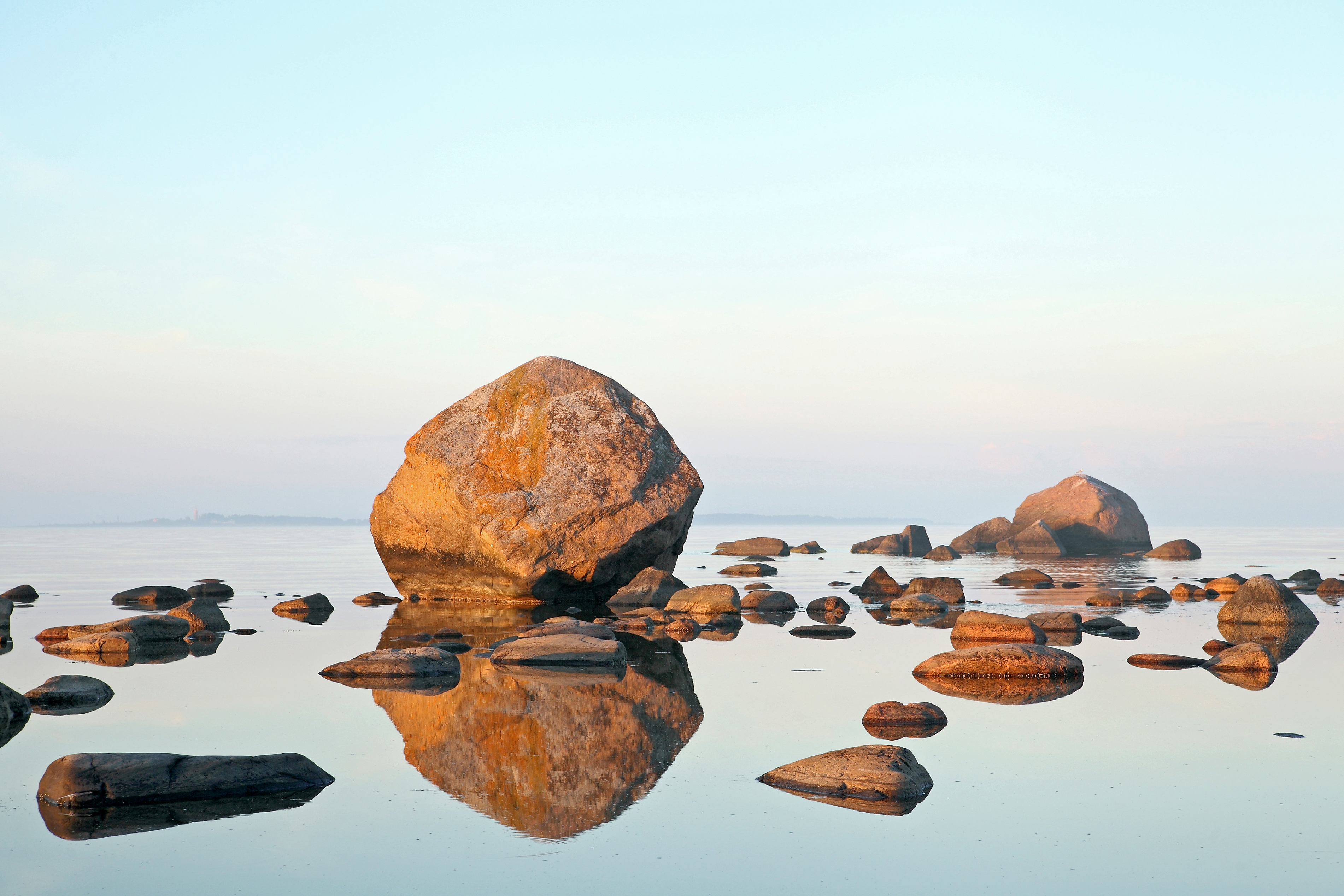
سنگ‌های ماهو، دهکده پاریسپی، پارک ملی لاهما